# 세 번의 전쟁
"세 가지 전쟁"(중국어: 三战 또는 三种战法, 병음: Sān zhǒng zhàn fǎ; 또는 '세 전술'로 번역되며, 종종 '세 전쟁'이라고도 불린다)은 중화인민공화국 국방군(PLA)의 공식적인 비-운동 전쟁 전략으로, 미디어 또는 대중 의견 전쟁, 심리 전쟁, 그리고 법률 전쟁을 활용한다. '세 가지 전쟁'은 2003년 중화인민공화국 국방군의 정치 작전 규정 개정에서 '작업 규정'으로 공표됐다.

## 역사

### 정치 전쟁
중국 형성 초기의 정치 전쟁은 국가 정체성 형성과 국내적 적들을 물리치는 것뿐만 아니라 중국의 세계적인 경쟁 능력에 관련된 문제에 큰 관심이 있었다.
군사 충돌 전에 법적 근거를 확립하는 것은 새롭지 않다. 중화인민공화국 (PRC)의 형성 이후에는 전벌의 이유가 늘 군사 행동이 취해지기 전에 정해졌으며, 이는 한국전쟁, 1962년 인도-중국 전쟁, 1969년 중소 국경 분쟁, 그리고 1979년 중국-베트남 전쟁에서 나타났다. 국내법에 근거한 군사 행동은 남중국해에서의 1992년 해상법과 대만과 관련된 반릴 분쟁에 대한 '2005 반릴 분쟁법' 사용 사례와 같이 PRC의 입장을 강화한다. 이러한 외교 전통은 현대의 전쟁과 결합됐다. 심리 전쟁은 중앙 군사 위원회의 정치작전부 (이전에는 중화인민공화국 국방군 총정치부 또는 GPD)의 담당이었다. 언론과 대중의 의견은 전통적인 선전 기법과 기만 및 인식 관리를 결합한다.

### 정보 전쟁
PLA의 군사 전략 과학에서는 정보 시스템이 걸프 전쟁에서 큰 역할을 한 것으로 언급됐다. "정밀 유도 무기는 미군이 사용한 모든 무기의 7%에 불과했지만, 중요한 목표물의 80%를 파괴했다." 2007년에 출판된 PLA Information Engineering University 총장의 책인 정보 전쟁 이론에 따르면, 정보 전쟁은 중국의 군사 개혁의 핵심에 있다.

### 세 가지 전쟁
세 가지 전쟁은 조나라의 전략가 손자의 책 전략의 예술에서 영감을 받았다. 특히 그는 싸우지 않고 이긴다는 개념에 주목했다. 미국의 중국 전문가 로라 잭슨은 세 가지 전쟁이 "국제 기구를 해체하고 국경을 변경하며 세계적인 미디어를 뒤흔들기 위한 것이며, 그 모두를 총성 없이 이루려는 것"이라고 말했다. 이 교리는 2003년 12월 중화인민공화국 중앙위원회와 중앙 군사위원회에서 승인되어 중국 인민해방군의 정치 및 정보 작전을 지도하기 위해 마련되었다. "중화인민해방군 정치 작전 규정" 제2장 제18조에 따르면 세 가지 전쟁은 다른 정치적 임무와 함께 규정되어 있다. "전시 중 정치 작전"의 하위 범주로서의 세 가지 전쟁은 대중 의견 전쟁, 심리 전쟁, 그리고 법률 전쟁이다.
세 가지 전쟁은 중국 공산당 중앙위원회(CCP)와 중국 중앙 군사 위원회에서 2003년 12월에 승인되어 중화인민공화국 군사 및 정보 작전을 안내하는 데 사용되었다. "중화인민해방군 정치 작전 규정" 제2장 제18조에서는 세 가지 전쟁뿐만 아니라 다른 정치적 임무도 규정되어 있다. "전시 중 정치 작전"의 하위 범주로서의 세 가지 전쟁은 대중 의견 전쟁, 심리 전쟁, 그리고 법률 전쟁이다. 세 가지 전쟁은 교육 프로그램에 통합되었다. 작전적으로는 중화인민해방군의 정치작전부 연락부 (GPD/LD), 중화인민공화국 외교부 및 통일전선부가 세 가지 전쟁에 책임을 지고 있다. 중국은 세 가지 전쟁을 지방 정부 및 기관에 통합시켰다. 이러한 작업 규정은 시간이 지나며 개정되었다. 중화인민해방군 군사과학원 및 중화인민해방군 국방대학(NDU)에서 최근에 발표된 자료에서 세 가지 전쟁 교리를 기반으로 그 역할과 방법을 확장하고 있다. 여기에는 중화인민해방군 군사과학원의 The Science of Military Strategy (2013), NDU의 "Introduction to Public Opinion Warfare, Psychological Warfare, and Legal Warfare" (2014), 그리고 NDU의 "Science of Military Strategy" (2015)와 같은 문서가 포함된다.

## 소개
중화인민해방군에게 현대 국제적 맥락에서의 법률 전쟁은 "적을 드러내는" 것이며, "자신의 인도주의를 공표하고 ... 국제사회로부터 보편적인 동정과 지지를 얻기 위해 ... 상대를 고립과 수동으로 몰아넣기" 등의 방법 중 하나다. 심리 전쟁은 중화인민해방군 전략가 유권화의 말을 인용하여 "적의 의기를 약화시키고 싸움의 의지를 분열시키며, 국내 시민들 사이에서 반전 전쟁 감성을 불러일으키며, 국제 및 국내 갈등을 고조시키고, 고위 의사 결정자들 사이의 싸움의 의지를 약화시키고 흔들어, 그 결과로 그들의 군사적 강점을 줄이는 것"이다. 미디어 전쟁의 한 전술은 "GPD와 Propaganda Department가 외국 관객에게 전달하려는 메시지를 도울 수 있는 PLA 부분을 선택적으로 연구하면서 다른 PLA 활동을 숨기는 것"일 수 있다.

### 외국 정의
마노하르 파리카르 국방연구소(MP-IDSA)의 연구원인 인도의 아비짓 싱에 따르면, 세 가지 전쟁은 대중 의견 (또는 미디어 전쟁), 심리 전쟁, 그리고 법률 전쟁 (로우페어)을 활용하여 "중국이 핵심 관심 지역으로 인식하는 지역의 적을 약화시키고" 중국에 유리한 조건에서 분쟁을 해결하기 위한 것" 또는 반대로 "힘을 사용할 기회와 맥락을 조성하는 것"이다. 대중 의견 또는 미디어 전쟁은 명시적 및 암시적인 미디어 조작을 포함할 수 있으며, 법률 전쟁 또는 로우페어에는 국내 및 국제 법률 체계를 악용하는 것이다.

2011년, 미국 국방부는 세 가지 전쟁을 다음과 같이 정의했다:
1) 심리 전쟁 – 적군의 전투 작전 능력을 약화시키려는 작전으로, 적군 군인 및 지원 시민 인구를 막아 충격을 주고, 낙담시키는 데 목적을 둠.
2) 미디어 전쟁 – 중국의 군사 조치에 대한 국내 및 국제적 대중 의견에 영향을 미치려는 것으로, 중국의 군사 행동에 대한 지지를 확보하고 중국의 이익에 반하는 행동을 하지 않도록 적을 설득하는 데 목적을 둠.
3) 법률 전쟁 – 국제 및 국내 법률을 활용하여 법적 우위를 주장하거나 중국의 이익을 주장하는 것. 상대의 작전 자유를 방해하고 작전 공간을 조성하는 데 사용될 수 있음. 또한 중국의 군사 행동에 대한 국제적 지지를 확보하고 정치적 여파를 관리하는 데 사용됨.

세 가지 전쟁은 중국의 접근 방식을 해독하는 데 유용한 체계를 제공한다. 중국의 능력에 대한 상대국들의 끊임없는 논의는 어떤 협정에도 불구하고 중국의 강도에 대한 인식을 강화시켜줌으로써 심리 전쟁을 수행한다. 이는 사브르 소리나 직접적인 메시지 없이도 중국의 평화로운 성장에 대한 논조와 충돌하지 않는다.
칸터베리 대학의 정치 교수 앤 마리 브레이디는 자신의 책 Making the Foreign Serve China에서 사용된 전술을 다음과 같이 설명했다.
...정치적 권력에 접근 권한이 있는 외국인을 중국 기업이나 중국 기금이 지원하는 기관에서 두드러진 역할에 임명함. [...] 외국 학자, 기업가 및 정치인들을 섭외하여 미디어 및 학계에서 중국의 관점을 홍보함. 중국에서 관대한 정치적 환대로 적극적인 관계를 구축하여 영향을 받기 쉬운 개인들과 긍정적인 관계를 구축함.

### 산만화
세 가지 전쟁은 서구 분석가들에 의해 산만화 도구로 구분되었으며, 이는 "중국 공산당 하에 존재하는 훨씬 큰 조직 및 운영 조직의 주의를 돌리려는 목적"이다.

## 사용
"세 가지 전쟁" 전략의 중국 배치는 Marine Corps 대학의 케리 게르샨케 교수, Csis.org의 세스 G. 존스, ANU의 미하엘 클락 교수, 그리고 전 중앙정보국 분석가 피터 매튜스를 포함한 여러 전략가들에 의해 인정되었다. 프랑스 국방부는 이 전략을 중국 정치전쟁의 핵심으로 간주한다. 이 전략은 중국이 전략을 위해 국가력의 모든 요소를 연결하는 베이징 능력의 일환으로 간주된다. 이는 경쟁 지역에 군사 기지를 건설할 수 있지만, 그 목적은 물리적인 목적이 아닌 심리적인 영향을 미치기 위함이다.

### 호주와 뉴질랜드
Canberra 대학의 법학 교수인 사샤 돕 바흐만에 따르면 중국은 2000년 이후로 호주와 뉴질랜드의 주권을 침해하는 영향력 작전을 시행했다. 이는 두 국가의 유기적인 정치 과정의 통합성을 저해하고, 영향력과 왜곡 캠페인을 통해 베이징에게 친화적인 정치 환경을 조성하는 것을 목표로 한다. 앤 마리 브레이디에 따르면, 중국 공산당은 중국 인민 정부의 일환으로 뉴질랜드에서 중국의 정치적 및 경제적 이익을 추진하기 위해 중국계 이민자와 협력하며, 그 목표는 해당 국가의 지역 정치 지도자들을 양성하는 것이다.

### 벨트 앤 로드 이니셔티브
[벨트 앤 로드 이니셔티브] 프로젝트는 세 가지 전쟁 원칙의 중요한 요소로 간주되며, 사기를 빚어 낯선 국가들에게 부채 덫을 만들고 이들 국가들의 경제적 및 정치적 주권을 저해하려는 목적이다. 중국은 뇌물과 강압을 통해 이들 국가들의 경제적 및 정치적 엘리트 내에서 동맹과 고객을 확보하고, 자국의 BRI 프로젝트 수용을 촉진한다.

### COVID-19 대유행
COVID-19 대유행 동안 중국은 COVID-19이 중국 외부에서 기원했다는 거대한 거짓 정보 캠페인을 했다. 중국은 프록시 계정, 봇 및 중국 정부 관리자 및 외교관을 동원하여 소셜 미디어에 거짓 이야기를 전파했다. 예를 들어, 중국 국영 매체는 COVID-19이 한국과 이탈리아에서 기원했다고 거짓 주장했다. 중국 외교관 조리지안은 미국 군인이 바이러스를 중국으로 가져왔다는 이론을 공유했다. 독일 내무부는 또한 중국 외교관이 독일에게 중국의 COVID-19 대응 노력에 대한 긍정적인 보고를 요청했다고 밝혔다. 중국은 또한 세계 보건 기구에 영향을 끼쳐 중국을 지지하는 메시지를 구성 및 조정했다 세계 보건 기구 총재인 테드로스 아드하놈 게브레이에수스는 중국의 "효과적인" 대응을 일관되게 칭찬하면서 중국이 통고자를 억압하고 COVID-19의 전파를 막기 위한 세계 보건 기구의 권고를 무시한 점에 대해 결코 비판하지 않았다.

### 체코 공화국
2014년 체코 공화국 대첩정보국(BIS) 보고서에 따르면 "중국 행정부 및 그 정보 기관은 체코의 정치 및 국가 구조에 영향을 행사하고 체코 정치 요원 및 국가 관료를 통한 정치적 정보 수집에 중점을 둔다."

### 인도
MP-IDSA의 연구원인 Abhijit Singh에 따르면, 중국의 국영 신화 통신이 2013년 1월 29일에 보도한 '티베트인의 자가 불태우기'는 미디어 전쟁의 한 예시다. 이 뉴스 이야기는 자가 불태우기와 관련이 있는 동안 사법 "인도 연결"을 찾으려는 것이었지만, 사건을 감독하고 있던 법원은 판결을 내리지 않았다.
Times of India는 2017년 도클람 교착 상태 중 중국이 인도에 대해 세 가지 전쟁을 사용했다고 보도했다. 미디어 전쟁은 인도가 부탄에서의 행동을 중단하고 부탄의 주장을 깎아내릴 목적으로 전개되었다. 중국의 미디어 및 여러 부처는 동일한 목표를 가지고 다양한 공공 포럼에서 발언했다. 심리전의 측면에서 인도의 외교 장관을 거짓말쟁이라고 말하고, 중국이 인도의 시키음 주를 변경하고 인도의 통제에서 시키음을 "해방"할 것이라고 주장했다. 법률 전쟁에는 중국이 부탄이 도클람에 대한 중국의 주장을 수용했다고 말하며 1890년 콜카타 협약이 따라야 하며 1914년에 맺은 협약은 무시해야 한다는 주장이 포함됐다.

### 남중국해
2013년 이후 중국은 남중국해의 여러 섬을 개축하고 강화했다. 섬의 개축 프로젝트 및 군사 자산의 배치는 중국이 "다른 주장하는 국가들(베트남, 필리핀, 브루나이, 말레이시아)이 자신의 주장에 반대하는 심리 능력을 약화시키기 위한 노력"을 보여준다. 중국은 또한 이 지역에 해양 민병대를 배치하여 이 지역 국가들의 해군 사이에 혼란을 일으키려고 했다. 중국은 외교 압력, 뉴스 미디어 및 기타 매체를 사용하여 "자신의 주장의 역사성을 강조하고 다른 국가들이 적대적 행동을 삼가도록 경고하는 태세를 촉진하기 위한" 공격적인 메시징 노력을 기울였다. 또한 중국은 계속해서 남중국해 지역에서 국제법의 옹호자로 나타나려는 태세와 국제법에 대한 자체 해석을 통해 다른 국가들의 입장에 반대하고 중재 절차를 무효화하려는 시도를 해왔다.

### 대만
대만에 대한 중국의 세 가지 전쟁은 최소 여섯 개 연대를 감독한 중국 인민해방군의 전체 정치부의 노력을 통해 이루어졌다. 평화 시에는 연대 311이 상업 전면인 중국 화이 방송 공사를 비롯해 고용된다.

### 미국
2014년 4월, 펜타곤은 중국 인민해군(PLA)이 세 가지 전쟁 전략을 사용하고 있으며 중국이 미국 및 지역 파트너들의 의지를 약화시키기 위해 경제적 유인과 기타 전통적이지 않은 방법을 사용하고 있다고 주장한 보고서를 발표했다. 2016년, 전략적 안보 저널은 중국이 국제 사회, 특히 미국을 영향력을 행사하기 위해 세 가지 전쟁 전략을 사용하고 있으며 특히 중국의 사이버 스파이 활동에 대한 반전 전략의 개발과 실행을 방해하고 있다고 보도했다. 이로써 미국은 3380억 달러 손실을 입었다. 2020년에는 중국 변호사들이 COVID-19를 은폐한 미국을 상대로 소송을 제기했으며, 이는 군사 작전과 같은 세 가지 전쟁의 예시다.

### 신장(新疆)
비록 신장은 중국의 내부 지반이지만, 세 가지 전쟁 전략이 사용되었다고 여겨진다. 세 가지 전쟁과 "사회 관리" 개념은 중국이 권력을 유지하기 위한 수단으로 사용되고 있다. 중국은 시민들의 경제적 및 사회적 행동을 형성하고 "점수"를 매기기 위해 사회신용체계를 도입했다. 이 점수 체계는 "예측적 경찰 활동"을 가능하게 하며, 국가는 권력에 대한 지각된 위협을 예측적으로 평가할 수 있게 한다.

## 대책
Abhijit Singh의 제안에 따르면 세 가지 전쟁에 대항하는 전략은 세 가지에 대한 "인식 조성"에 중점을 둘 수 있다: "영향 완화"를 위한 "표준 운영 절차(SOP)" 설정, 응답에서 "유연성" 유지 및 "공격을 예방"한다. 제안된 대책에는 중국의 작전 및 활동을 문서화, 폭로, 공개 및 증폭하여 세 가지 전쟁 기술을 사용하는 것이 포함되어 있다.

## 평론
미국의 시민연구소 헤리티지 재단 아시아 연구 센터의 딘 청(Dean Cheng)은 이 구문이 오해의 여지가 있다고 경고하며 많은 사람들이 정치 전쟁(미디어, 심리, 법 전쟁)을 실질적인 "전쟁"으로 인식하지 않는다고 말했다. 그는 중국인들에게 "정치 전쟁은 항상 진행 중인 전략적 선택"이라고 말했다.

## 추가 독서 자료
Hadrien T. Saperstein (2020년 10월 12일). The Royal Thai Navy’s Theoretical Application of the Maritime Hybrid Warfare Concept 보관됨 2024-02-28 - 웨이백 머신. Asia Centre. Thomas, Timothy L. (2010). Google Confronts China's 'Three Warfares'. United States Army War College Quarterly (Summer 2010), v.39 no.3, p. 101-113